# Policejní sbor (Slovensko)
Policejní sbor (slovensky Policajný zbor, PZ) je ozbrojený policejní sbor plnící úkoly ve věcech vnitřního pořádku a bezpečnosti Slovenska. Vznikl v roce 1991.

## Historie
Samostatná státní policejní složka vznikla na Slovensku 1. března 1991 pod názvem Policejní sbor Slovenské republiky (slovensky Policajný zbor Slovenskej republiky, PZ SR) přejmenováním slovenské části československé Veřejné bezpečnosti Sboru národní bezpečnosti. Došlo k tomu na základě zákonného opatření č. 57/1991 Zb. předsednictva Slovenské národní rady, přičemž zákon č. 204/1991 Zb., který upravoval činnost a postavení sboru, nabyl účinnosti 20. června 1991.
Po rozpadu Československa koncem roku 1992 byla zákonem č. 171/1993 Z. z. státní policie samostatného Slovenska přejmenována k 1. září 1993 na Policejní sbor (slovensky Policajný zbor). Ve svém logu však sbor nadále používá původní název.

## Organizace

### Úkoly podle zákona a dohled
Činnost sboru upravuje Zákon Národní rady Slovenské republiky č. 171/1993 Sb.z. o Policejním sboru ve znění pozdějších předpisů. Podle zákona chrání život a bezpečnost osob a majetku, zajišťuje osobní bezpečnost prezidenta republiky a dalších osob určených vládou, bezpečnost osob, kterým se při jejich pobytu na území Slovenska poskytována osobní ochrana podle mezinárodních smluv a ochranu určených objektů, odhaluje trestných činů a zjišťuje jejich pachatele, spolupůsobí při odhalování daňových úniků a nelegálních finančních operací, provádí vyšetřování a vyhledávání o trestných činech, vede boj proti terorismu, zajišťuje ochranu státních hranic a zajišťuje ochranu objektů.
Činnost sboru je kontrolována slovenským parlamentem a vládou. Policejní sbor se ve své činnosti řídí Ústavou, ústavními zákony, zákony a ostatními obecně závaznými právními předpisy státu.

### Služební přísaha
Policista při vzniku služebního poměru skládá služební přísahu, která zní:
Sľubujem vernosť Slovenskej republike. Budem čestný, statočný a disciplinovaný. Svoje sily a schopnosti vynaložím na to, aby som chránil práva občanov, ich bezpečnosť a verejný poriadok, a to aj s nasadením vlastného života. Budem sa riadiť ústavou, ústavnými zákonmi, zákonmi a ďalšími všeobecne záväznými právnymi predpismi. Tak prisahám!

### Hodnosti

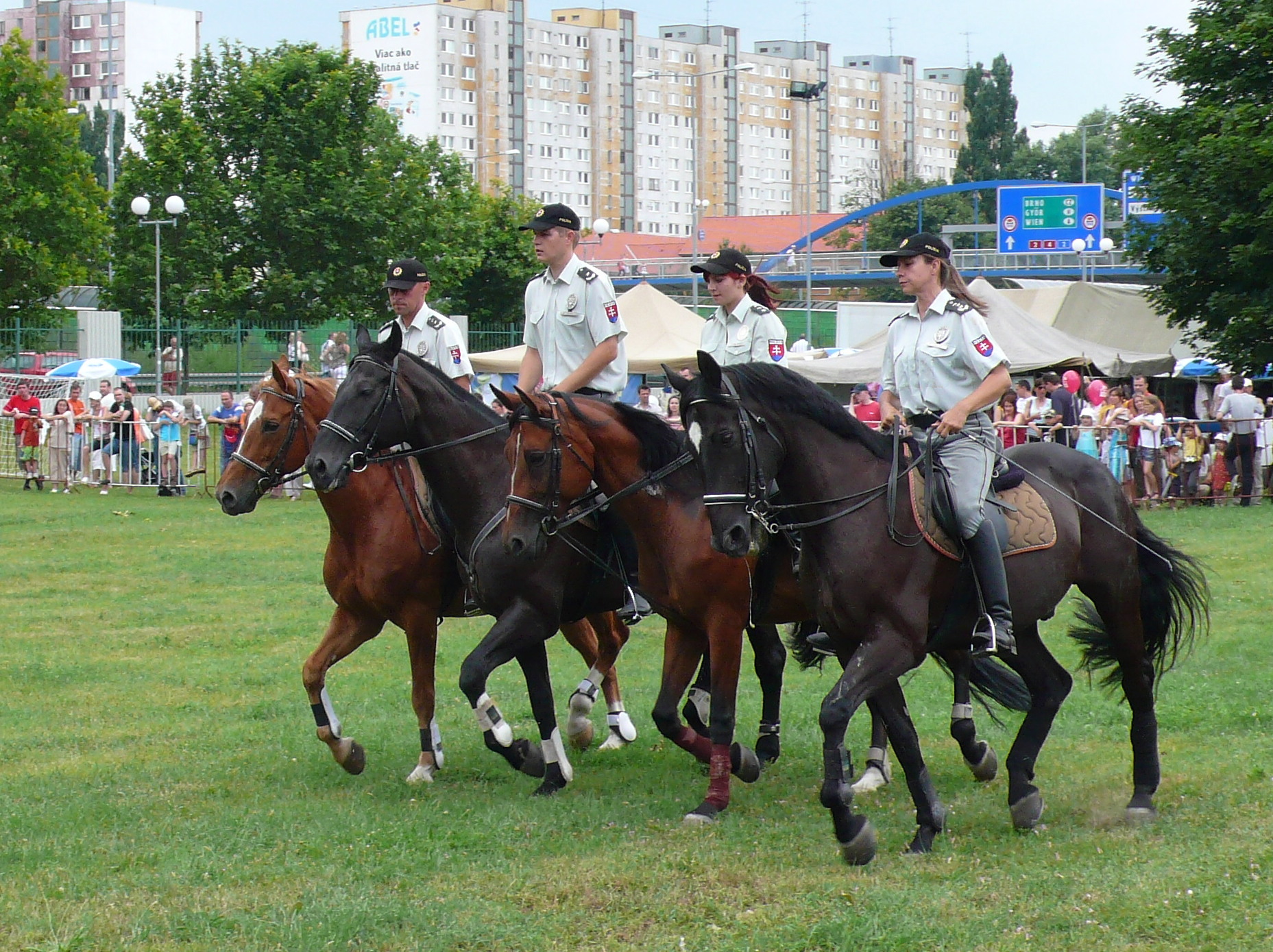
Příslušníci jezdeckého oddílu Policejního sboru

Hodnostní označení příslušníků Policejního sboru Slovenské republiky:
- strážmajster
- nadstrážmajster
- podpráporčík
- práporčík
- nadpráporčík
- podporučík
- poručík
- nadporučík
- kapitán
- major
- podplukovník
- plukovník
- generál

### Výzbroj a výstroj
Jednotlivé složky slovenské policie používají zbraně různých typů:
- pistole CZ 75 (vyřazeno), CZ 82 (standardní osobní zbraň), SIG Sauer P226, FN Five-seven, Glock 17, PS 97 Arrow
- revolver Smith & Wesson Model 29 (4-palcový)
- brokovnice Winchester Defender 1300 (standardní brokovnice), Benelli Nova M3, Benelli M4 Super 90
- samopaly Samopal vzor 61 (standardní samopal), Heckler & Koch MP5 (verze MP5A5, MP5SD a MP5K-PDW), Brügger & Thomet MP9, FN P90
- útočné pušky Samopal vzor 58 V (standardní puška), SIG Sauer 551 SWAT, Heckler & Koch G36K, FN F2000
- odstřelovací pušky SIG Sauer 3000, SVD Dragunov (vyřazeno)
- granátomet Heckler & Koch GP69
- zásahová výbuška P1, P2
- taktické nože UTON vzor 75, Glock atd.

## Seznam prezidentů
- František Krajča (od 18. srpna 1992 do 16. března 1994)
- Štefan Lastovka (od 16. března 1994 do 3. ledna 1995)
- Jozef Holdoš (od 3. ledna 1995 do 1. července 1997)
- Peter Nemec (od 1. července 1997 do 2. listopadu 1998)
- Ján Pipta (od 3. listopadu 1998 do 31. května 2001)
- Pavel Zajac (od 1. června 2001 do 29. října 2002)
- Anton Kulich (od 30. října 2002 do 7. srpna 2006)
- Ján Packa (od 8. srpna 2006 do 17. července 2010)
- Jaroslav Spišiak (od 19. července 2010 do 15. května 2012)
- Tibor Gašpar (od 15. května 2012 do 31. května 2018)
- Milan Lučanský (od 1. června 2018 do 31. srpna 2020)
- Peter Kovařík (od 28. ledna 2021 do 15. září 2021; předtím od 1. září 2020 dočasně pověřen)
- Štefan Hamran (od 1. dubna 2022 do 26. října 2023; předtím od 16. září 2021 dočasně pověřen)
- Rastislav Polakovič (dočasně pověřen od 27. října 2023 do 14. listopadu 2023)
- Ľubomír Solák (od 1. prosince 2023 do 18. ledna 2025; předtím od 15. listopadu 2023 dočasně pověřen)[5]
- Rastislav Polakovič (od 18. ledna do 27. ledna 2025 dočasně pověřen)
- Jana Maškarová (od 27. ledna 2025)

## Galerie

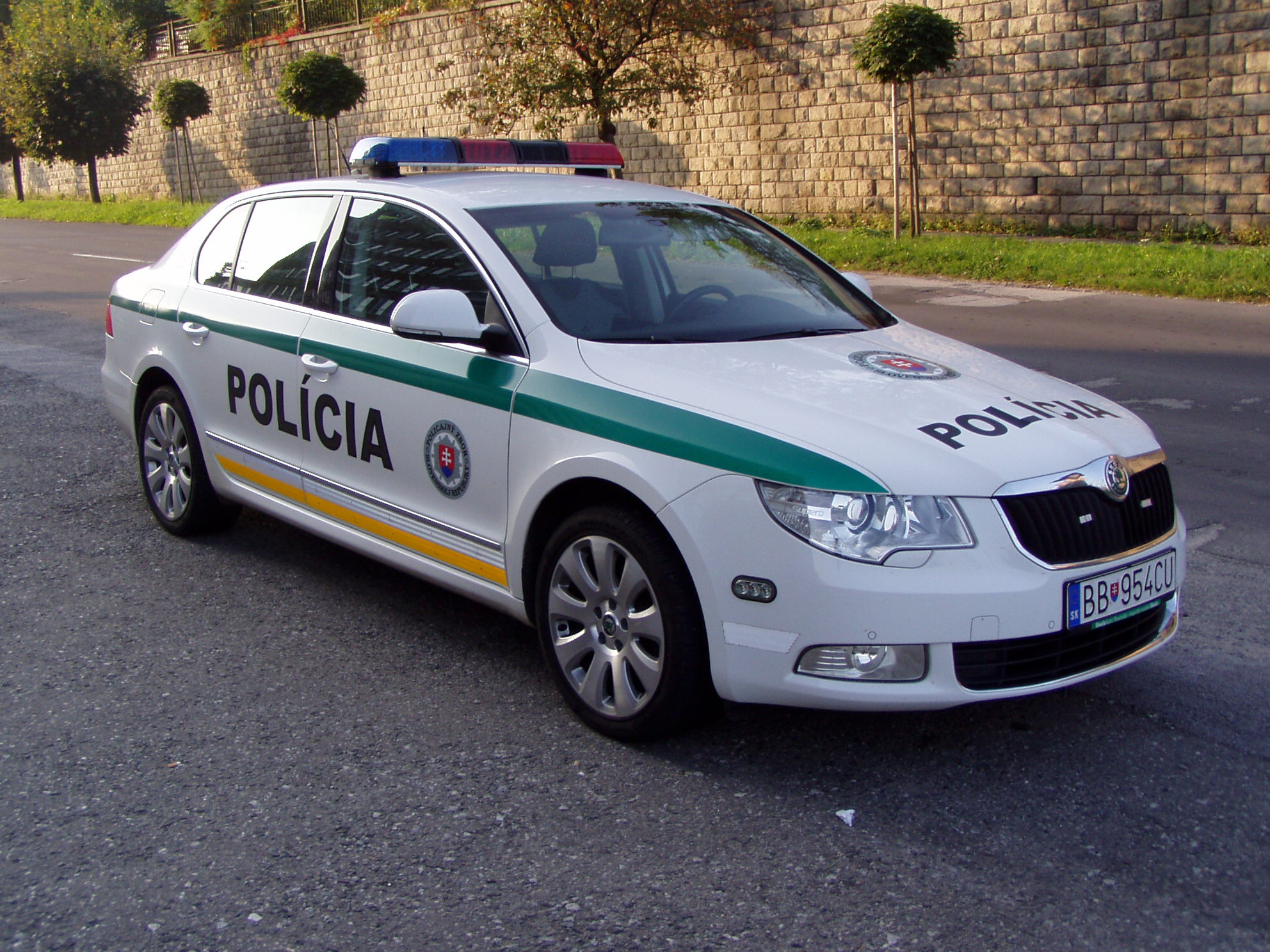
Služební vozidlo Škoda Superb
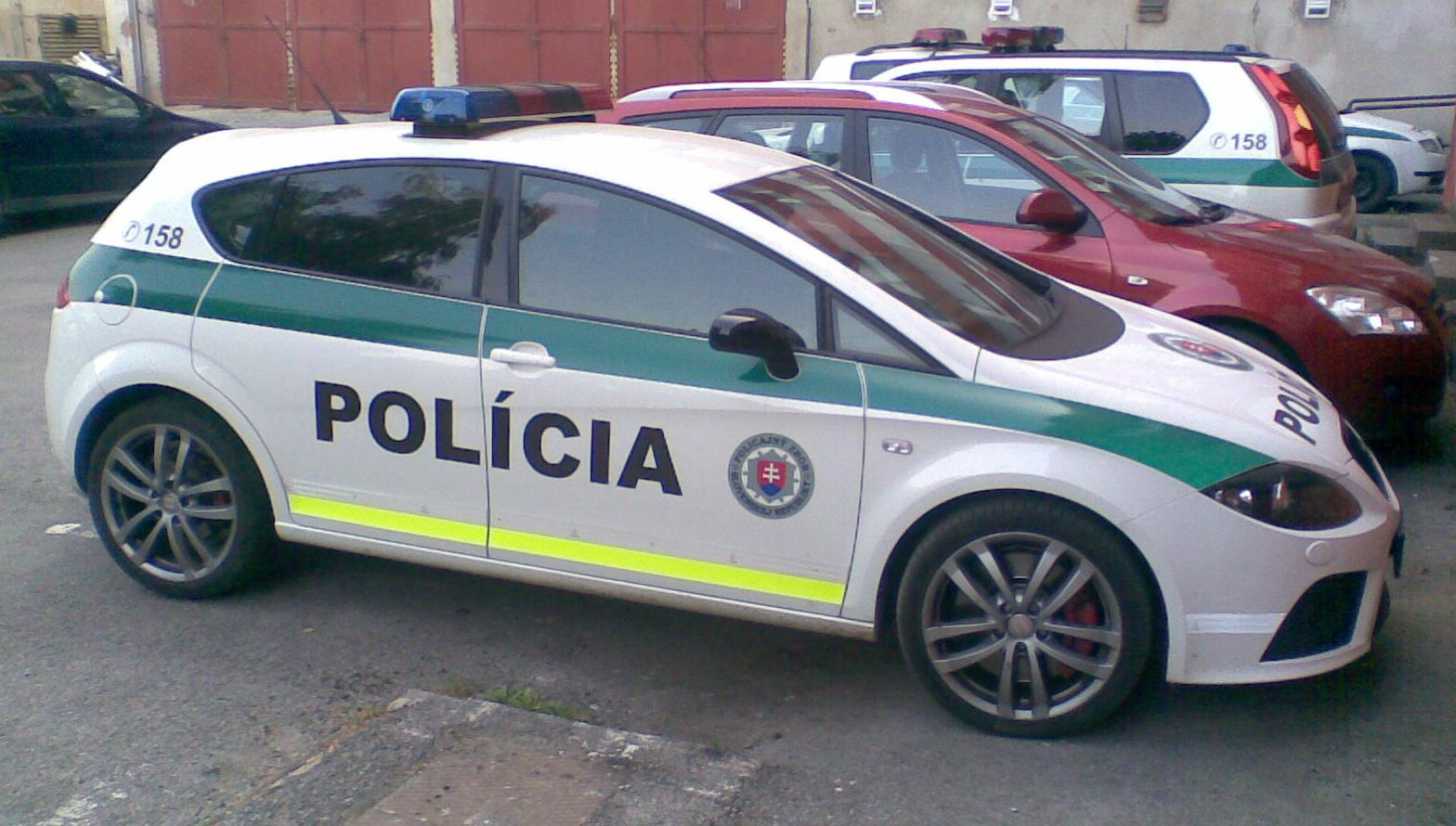
Služební vozidlo Seat Leónn
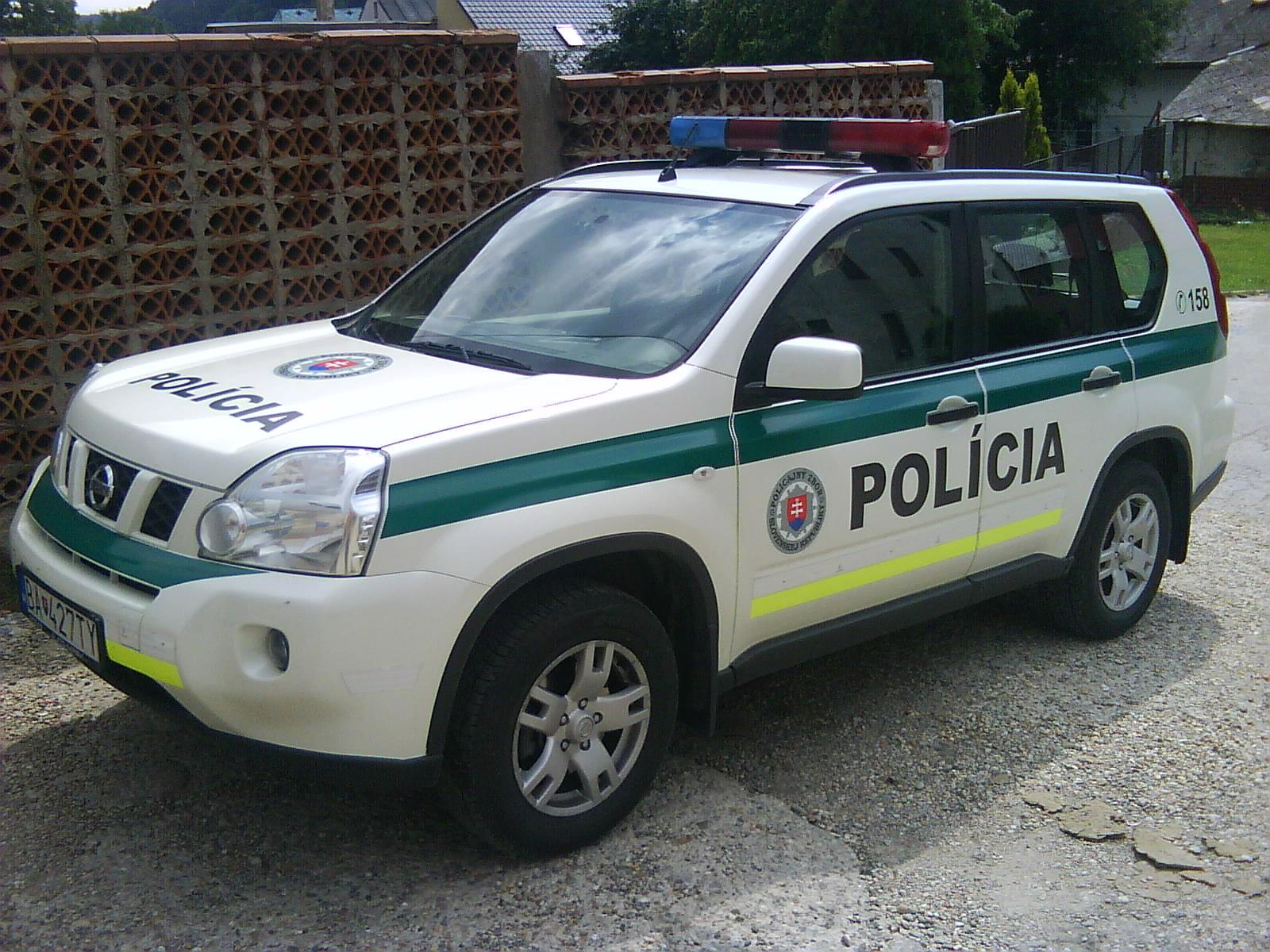
Služební vozidlo Nissan X-Trail
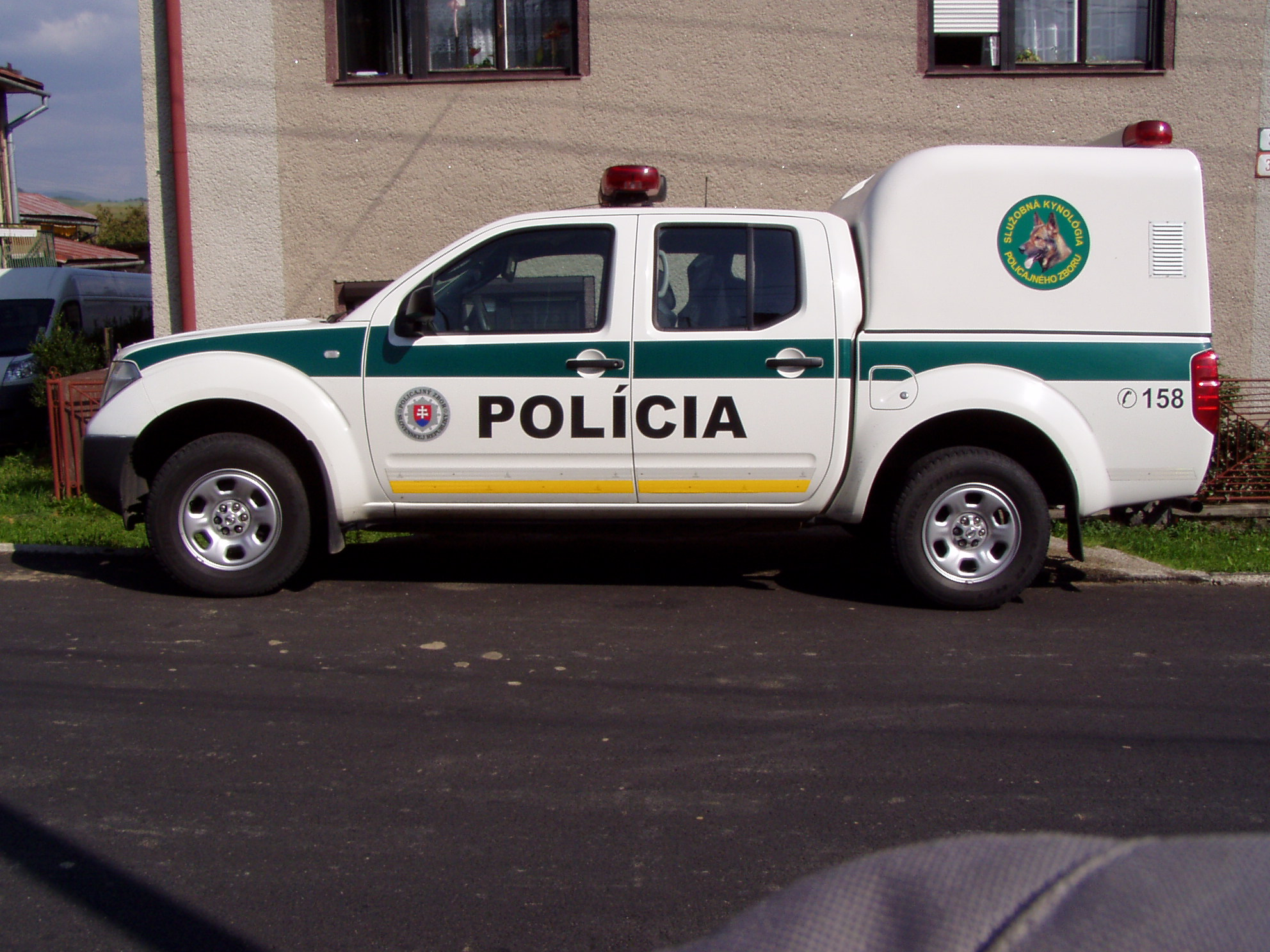
Služební vozidlo kynologické jednotky Nissan Navara
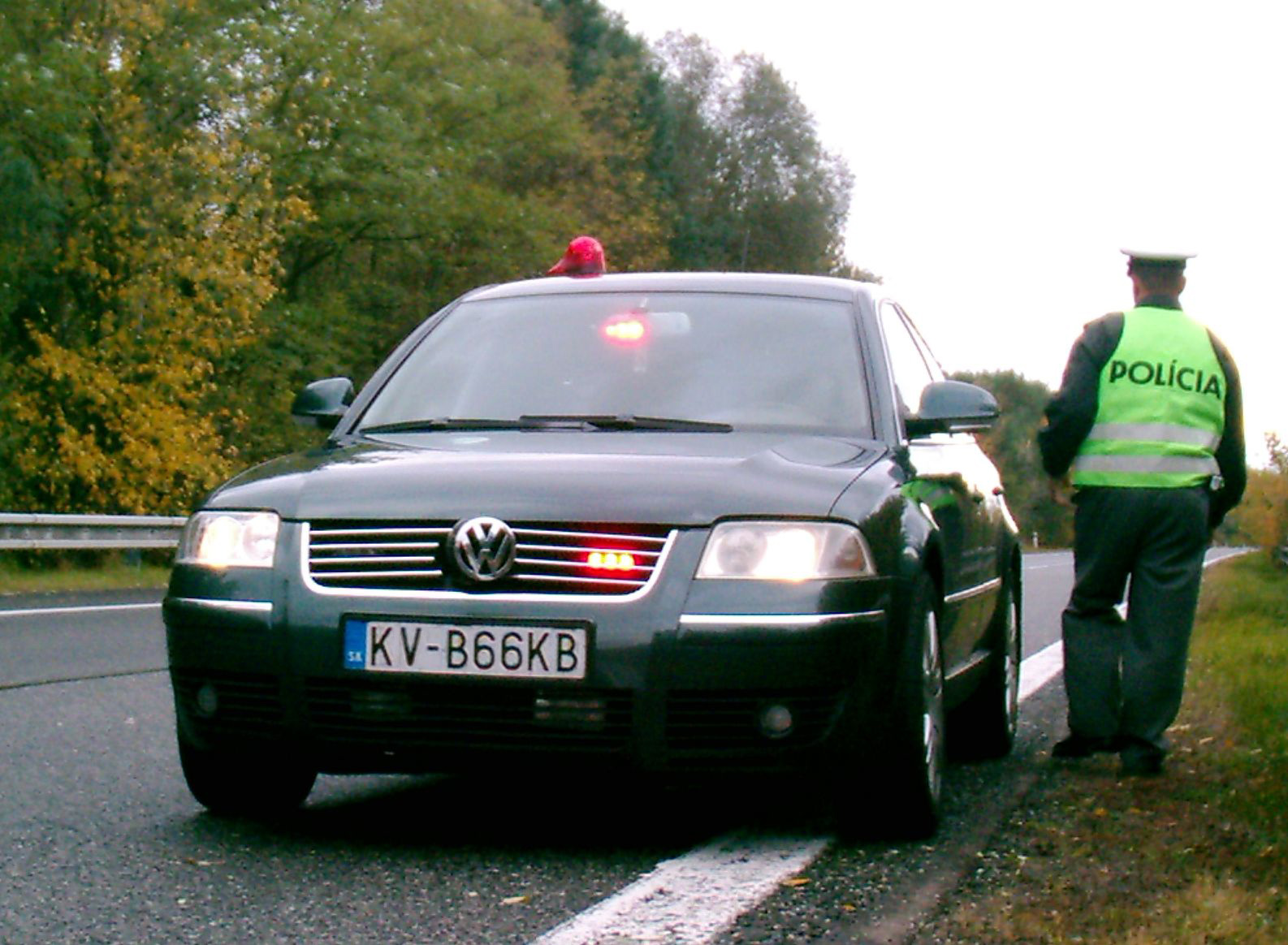
Dopravní policista provádějící silniční kontrolu
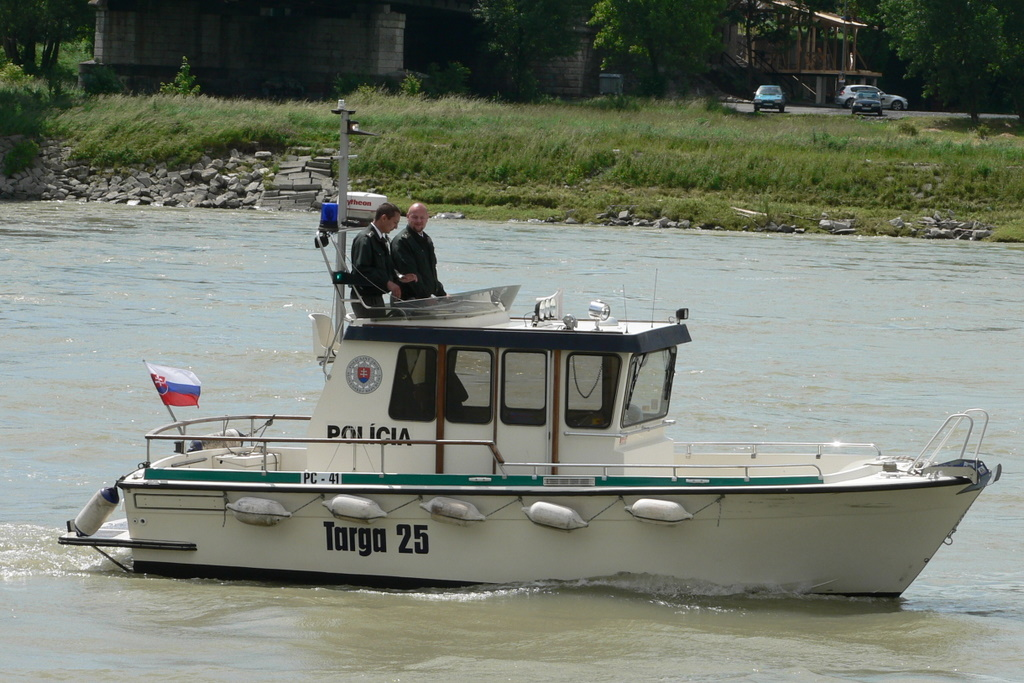
Hlídka říční policie na Dunaji